# Selvasaura brava
Selvasaura brava — вид ящірок родини гімнофтальмових (Gymnophthalmidae). Ендемік Перу. Описаний у 2018 році.

## Поширення і екологія
Selvasaura brava відомі з двох місцевостей, розташованих у Заповідному лісі Пуї-Пуї в провінції Чанчамайо в регіоні Хунін. Вони живуть у вологих гірських тропічних лісах.